# Amies malgré lui
Pour plus de détails, voir Fiche technique et Distribution.
Amies malgré lui (Life Partners) est un film américain réalisé par Susanna Fogel, sorti en 2014.

## Synopsis
La nature de l'amitié entre Paige, une fille hétérosexuelle, et Sasha, une lesbienne, commence à changer lorsque Paige rencontre Tim et s'engage dans une relation sérieuse pour la première fois.

## Fiche technique
- Titre original : Life Partners
- Genre : Comédie romantique
- Durée : 93 minutes (1 h 33)
- Date de sortie : 
  - États-Unis : 6 novembre 2014
  - Suède : 10 juin 2015
  - Brésil : 25 juin 2015

## Distribution
- Leighton Meester : Sasha
- Gillian Jacobs : Paige
- Gabourey Sidibe : Jen
- Beth Dover : Jenn
- Abby Elliott : Vanessa
- Kate McKinnon : Trace
- Adam Brody : Tim
- Mark Feuerstein : Casey
- Elizabeth Ho : Valerie
- Greer Grammer : Mia
- Julie White : Deborah
- Matty Cardarople : Clerk
- Monte Markham : Ken
- Anne O'Shea : Nora
- Simone Bailly : Angelica
- AJ Meijer : Brian
- John Forest : Lucas
- Zee James : Claire

## Lieux de tournage
Los Angeles, Californie, États-Unis.